# Happy hour

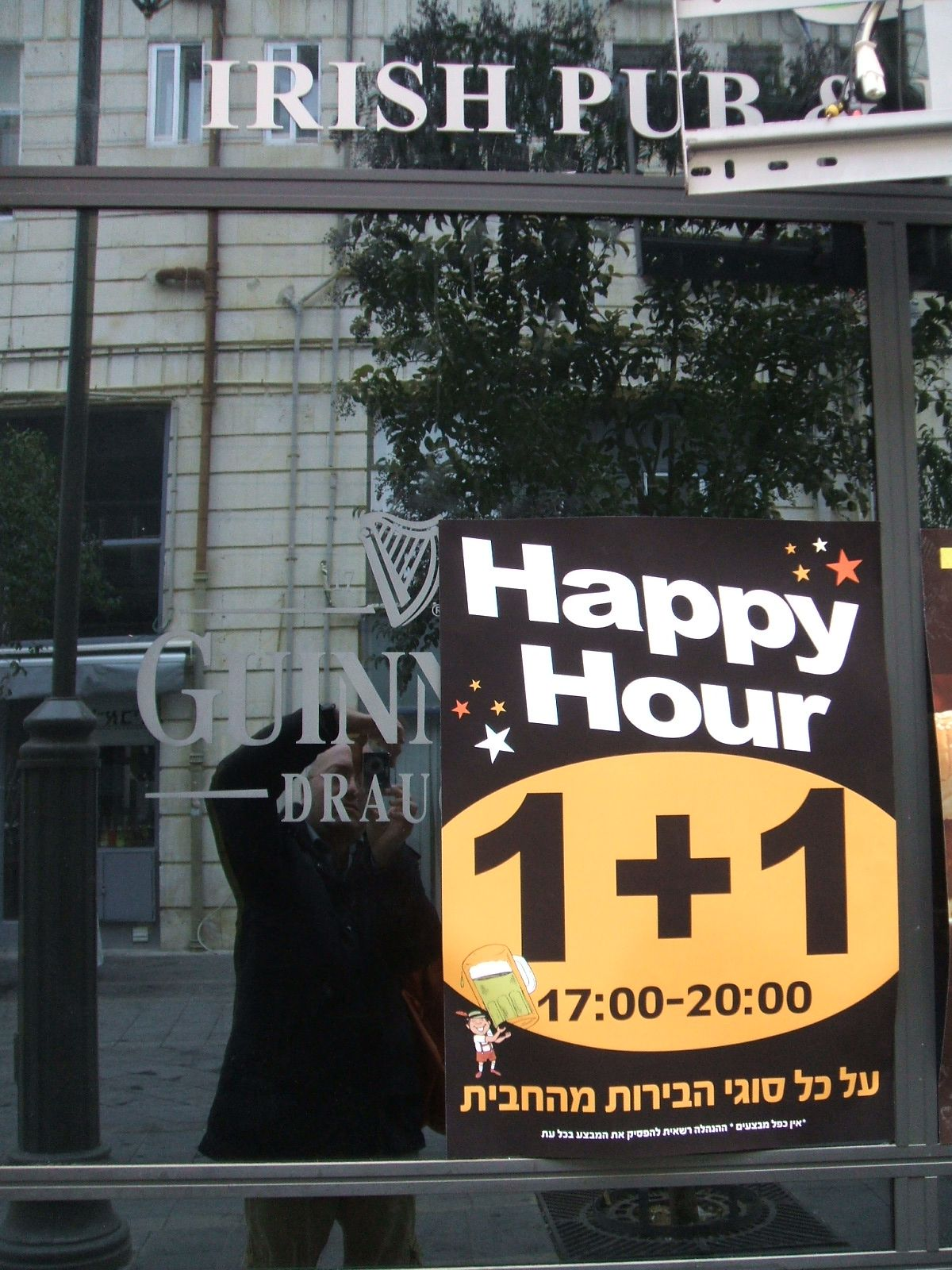
Cartello "Happy Hour" in un pub di Gerusalemme (testo in inglese: Ora felice 2x1 dalle 17 alle 20; testo in ebraico: su tutte le birre alla spina 2x1)

Happy hour (letteralmente "ora felice" in lingua inglese) è un'espressione anglosassone di marketing che indica un periodo nel quale un esercizio pubblico, come un ristorante o un bar, offre sconti sulle bevande alcoliche quali la birra, il vino e i cocktail.
È una pratica di promozione delle vendite nata nei Paesi anglosassoni per attirare la clientela nei pub dopo l'uscita dal lavoro con l'offerta di consumazioni a prezzo ridotto per una o due ore nel tardo pomeriggio, coprendo di solito l'intervallo tra le 18 e le 20. Nel maggio del 2005 la British Beer and Pub Association (BBPA), che rappresenta 32 000 pub nel Regno Unito, ha annunciato la rinuncia da parte di tutti i suoi soci alla happy hour e ad altre promozioni analoghe.

## Origine
Una possibile origine del termine è la marina militare degli Stati Uniti d'America. Negli anni 1920 con happy hour si indicava nella marina militare un periodo di ricreazione programmato a bordo di una nave durante il quale avevano luogo attività di boxe, boxe a mani nude e lotta libera amatoriale. Tale periodo era una preziosa opportunità per i marinai di alleviare lo stress accumulato durante i lunghi periodi di navigazione
Negli USA l'idea di bere prima dei pasti ha le sue radici nell'epoca del proibizionismo. Quando furono approvate le leggi del XVIII emendamento della Costituzione degli Stati Uniti e il Volstead Act che bandivano il consumo d'alcol, le persone, prima di mangiare al ristorante dove l'alcol non sarebbe stato servito, partecipavano a happy hour o cocktail hour presso gli speakeasy (distillerie illegali di alcol). Successivamente i cocktail lounge tennero viva l'abitudine di bere prima della cena.
La pratica dell'happy hour, o semplicemente la sua definizione, sono stati via via adottati in altri Paesi e da altre categorie di esercizi commerciali, con variazioni nelle fasce orarie e nella tipologia dei prodotti soggetti a sconto.
Per quanto riguarda l'Italia, l'happy hour si è andato di fatto a sovrapporre alla già esistente abitudine dell'aperitivo. Generalmente, nei locali italiani in cui è proposto inizia leggermente più tardi che nella versione originaria e si prolunga nella serata, tipicamente fino alle 20 o 21. A Milano l'happy hour è molto diffuso, consistendo però nell'offerta di cibo piuttosto variegato, in particolare finger food, senza limiti a fronte del pagamento delle sole bevande (talvolta pagate con un prezzo maggiorato rispetto all'orario consueto).

## Regolamentazione

### Stati Uniti d'America
Il Massachusetts è stato uno dei primi Stati americani ad applicare un divieto statale alle happy hour, nel 1984. Altri Stati hanno restrizioni simili, inclusi Illinois e North Carolina.
Nel 1984 l'esercito americano ha abolito le happy hour nei club delle basi militari.
Nel 2011 il Parlamento dello Utah ha approvato una legge che proibisce le happy hour, in forza dal 1º gennaio 2012.
Nel luglio del 2011 la Pennsylvania ha esteso il periodo precedentemente regolamentato per la happy hour da due a quattro ore.
Nel giugno 2012 la happy hour è diventata legale in Kansas dopo un periodo di proibizione durato 26 anni.

### Canada
La provincia canadese dell'Alberta ha imposto restrizioni alle happy hour, effettive da agosto 2008. Tutte le promozioni devono terminare alle ore 20 e i prezzi delle bevande devono essere conformi al minimo prezzo assoluto stabilito dalla Alberta Gaming and Liquor Commission .
Nell'Ontario i locali pubblici possono variare i prezzi di liquori non potendo mai vendere a un prezzo minore di quello stabilito dalla Alcohol and Gaming Commission of Ontario; inoltre i locali pubblici non possono promuovere le loro offerte "in una maniera che promuove il consumo di alcol esagerato". L'espressione happy hour non può essere usata nella pubblicità delle promozioni.

### Irlanda
La happy hour è illegale in Irlanda fin dal 2003, ai sensi della legge Intoxicating Liquor Act.

### Regno Unito
Glasgow ha vietato la happy hour allo scopo di ridurre il fenomeno del binge drinking.

### Paesi Bassi
La Koninklijke Horeca Nederland, una catena locale di bar e caffè, ha deciso con i suoi affiliati di sospendere le happy hour per ostacolare la pratica del binge drinking da parte dei giovani, nella speranza di evitare che il parlamento olandese votasse l'innalzamento dell'età minima legale per bere alcolici da 16 a 18 anni. Nel marzo 2013 è passata la legge che innalza questa età a 18 anni.